# Rue Claude-Terrasse
La rue Claude-Terrasse est une voie du 16e arrondissement de Paris, en France.

## Situation et accès
La rue Claude-Terrasse est une voie publique située dans le 16e arrondissement de Paris. Elle débute au 185-191, avenue de Versailles et se termine au 129 bis, boulevard Murat.

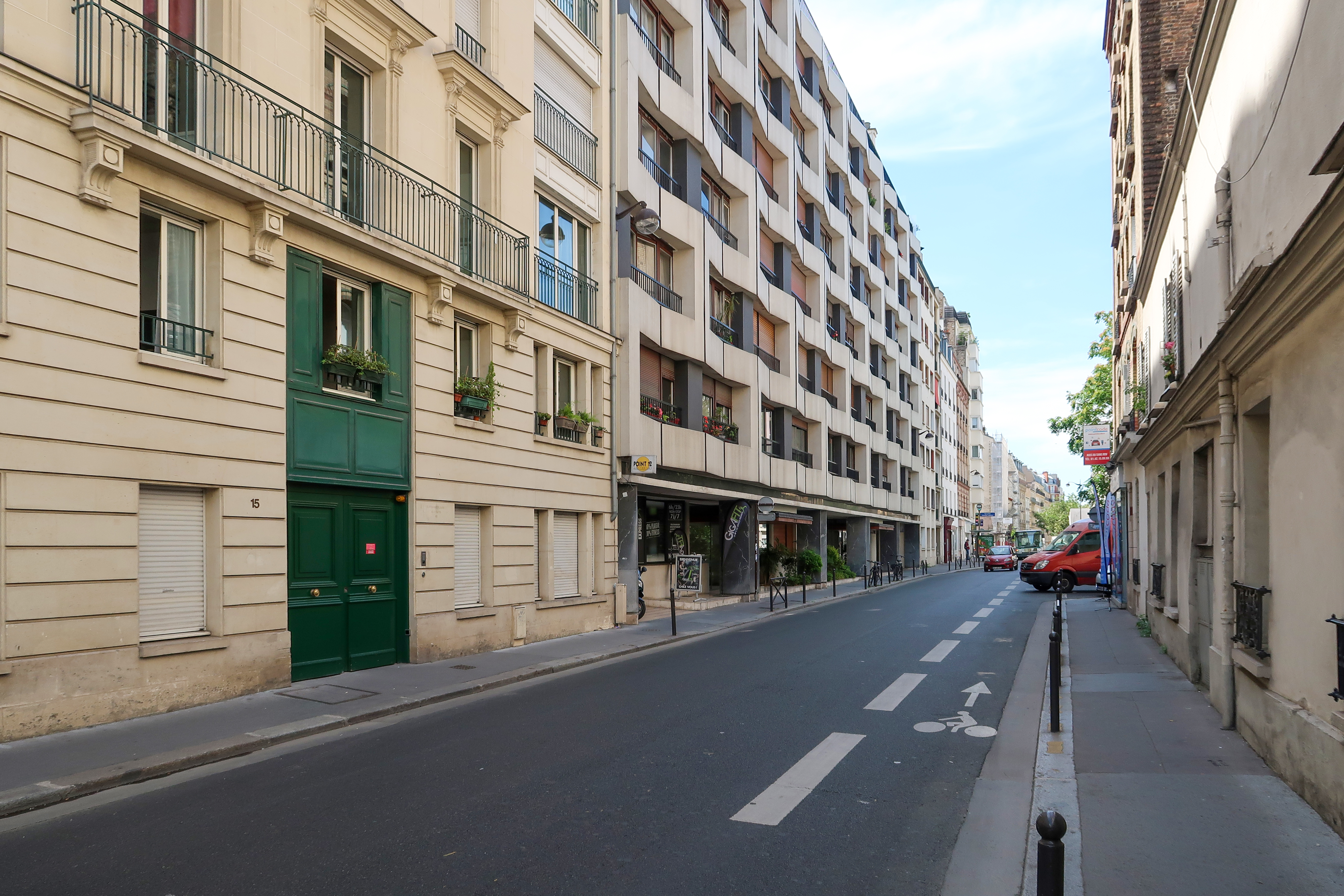
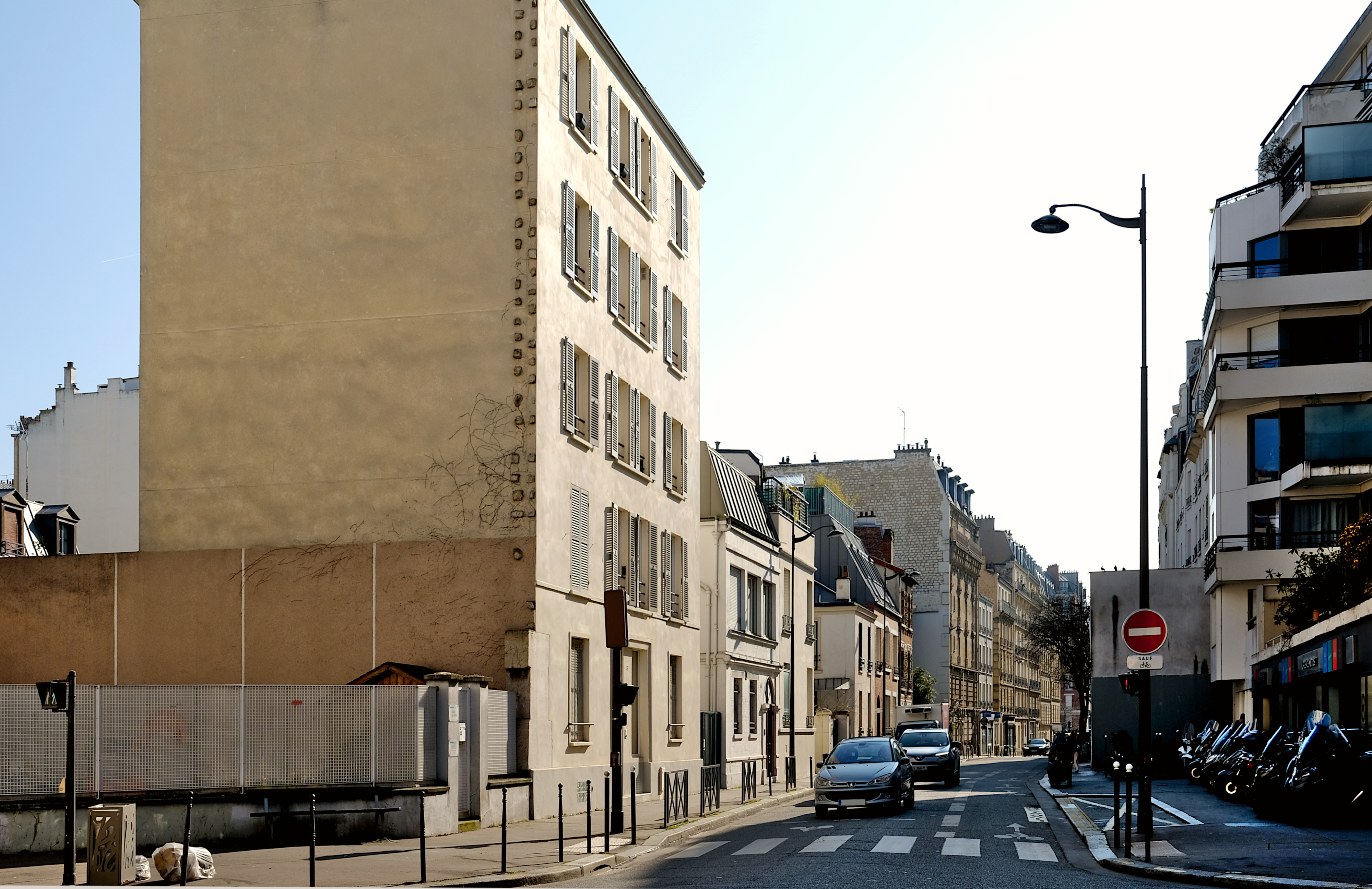
Depuis la rue Daumier.

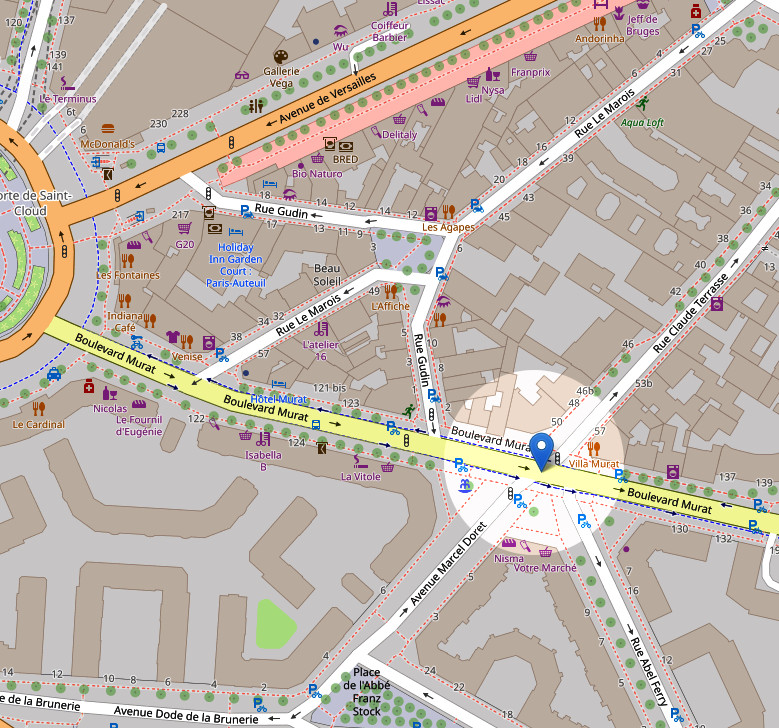
La porte du Point-du-Jour, à l'extrémité de la rue Claude-Terrasse, sur OpenStreet map (2025).

Le quartier est desservi par la ligne 9, à la station Exelmans.
Au bout de cette rue, à l'intersection avec le boulevard Murat, se trouve la porte du Point-du-Jour.

## Origine du nom
La rue rend hommage au compositeur français Claude Antoine Terrasse (1867-1923).

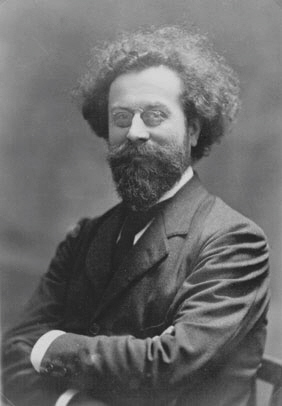
Le compositeur Claude Terrasse.
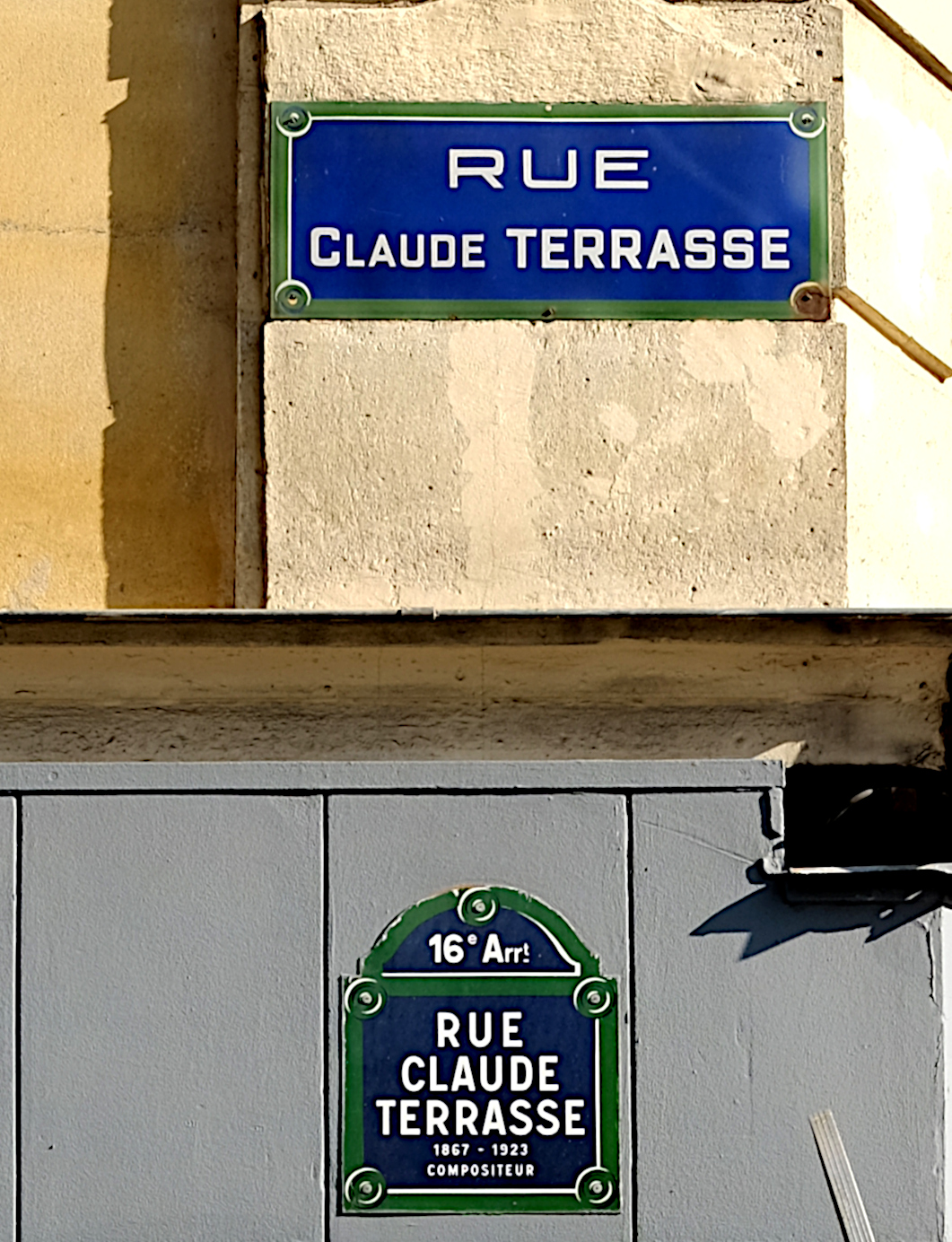
Ancienne (en haut) et nouvelle (en bas)  plaques.

## Historique
Cette ancienne voie est classée par un arrêté du 6 juillet 1855 comme chemin vicinal de l'ancienne commune d'Auteuil sous le nom de « chemin de Billancourt ».
Après le rattachement de cette commune à Paris par la loi du 16 juin 1859, la rue est officiellement rattachée à la voirie parisienne en vertu d'un décret du 23 mai 1863 sous le nom de « rue de Billancourt ».
Cette voie prend sa dénomination actuelle par un arrêté du 31 août 1927.
Le 3 septembre 1943, sous l'Occupation, le sud-ouest de la capitale est la cible de bombardements de l’aviation anglo-américaine. Plusieurs maisons de la rue sont détruites, dont une boulangerie.

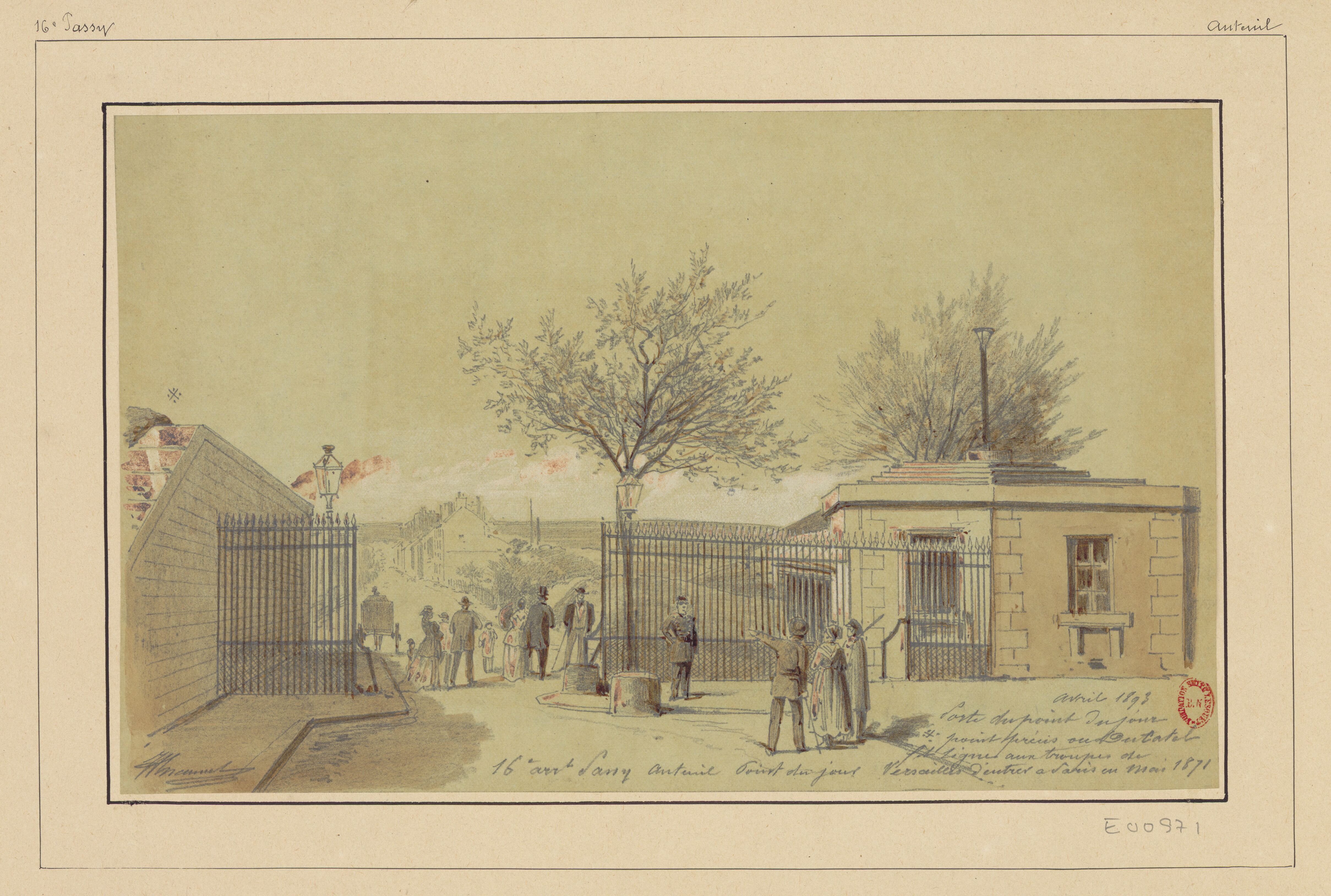
La porte du Point-du-Jour qui se situait au bout de la rue (dessin de Jules-Adolphe Chauvet, 1893).
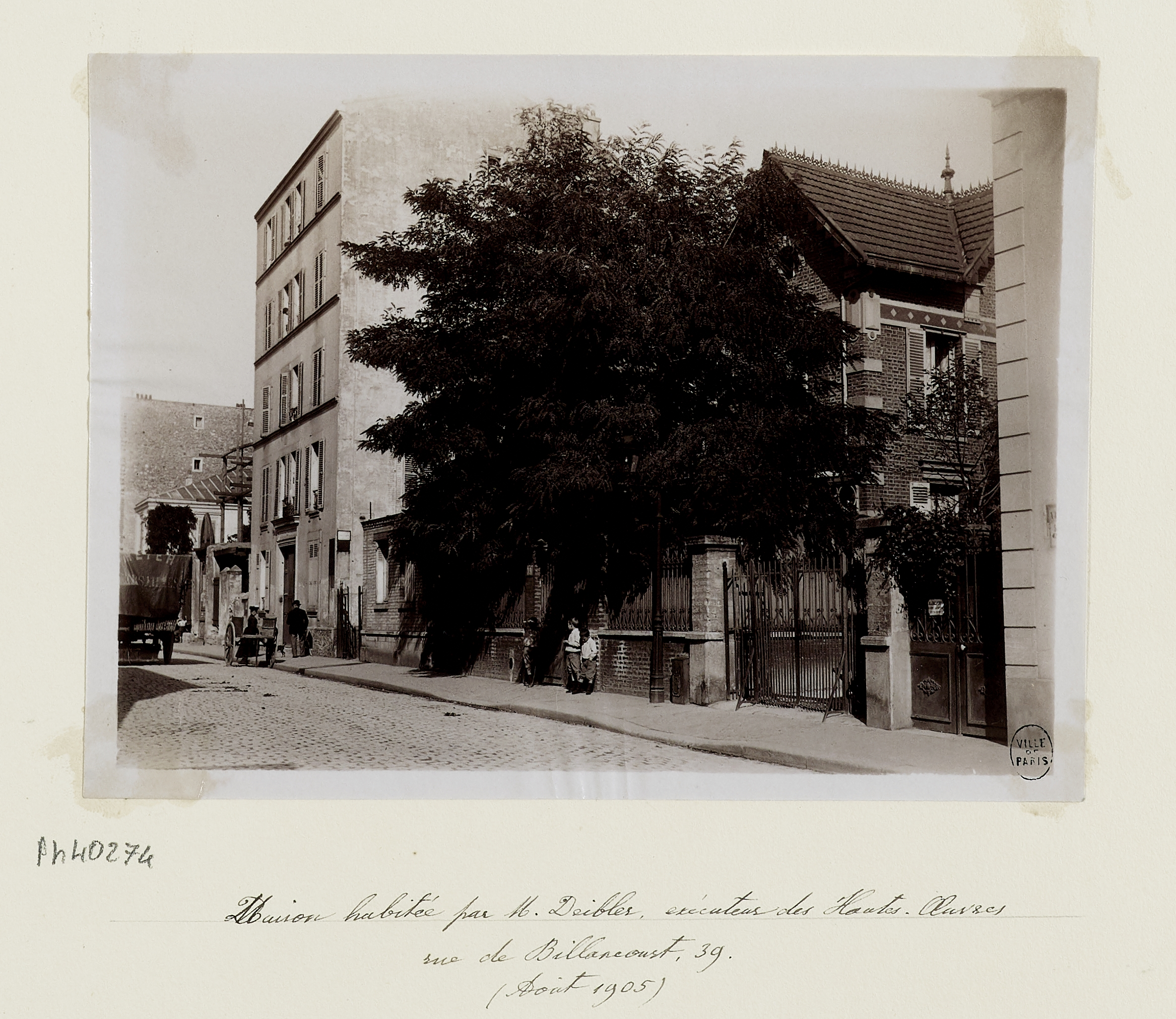
No 39 : maison habitée par le bourreau Anatole Deibler (photographie de Emmanuel Pottier, 1905).
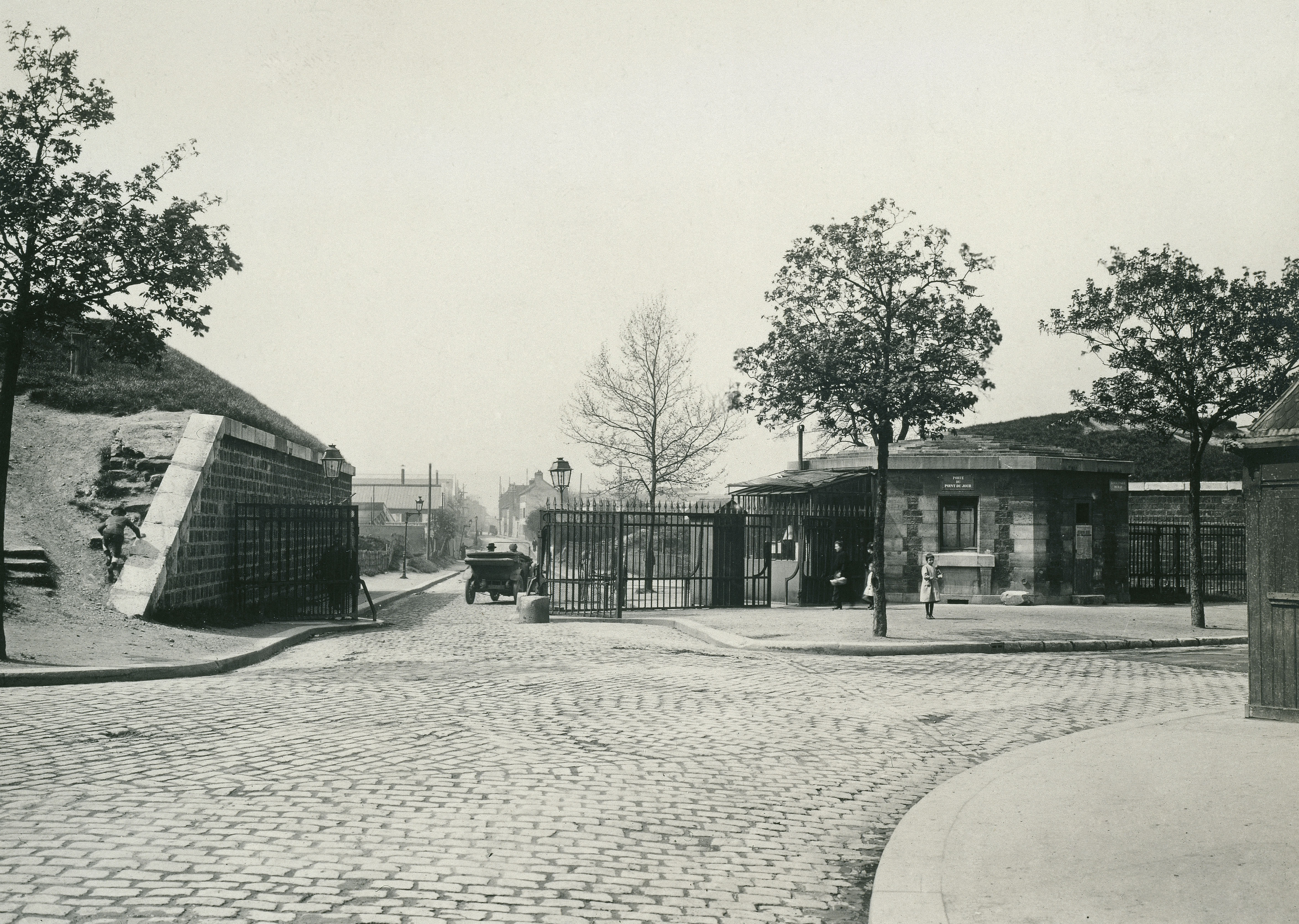
La porte du Point-du-Jour en 1919 (photographe Huré).

## Bâtiments remarquables et lieux de mémoire
- Au nord, la rue est bordée par le lycée René-Cassin, dont l'entrée est 185 avenue de Versailles.
- Trois voies privées donnent sur la rue : la villa Murat (no 37-37 bis), la villa Dufresne (no 39) et la villa Sommeiller (no 43).
- No 12 : villa Trigano, immeuble de l'architecte Charles Pâquet. Une horloge se trouve au sommet de l'édifice, ainsi que deux bustes sur le toit représentant Honoré de Balzac et Victor Hugo.

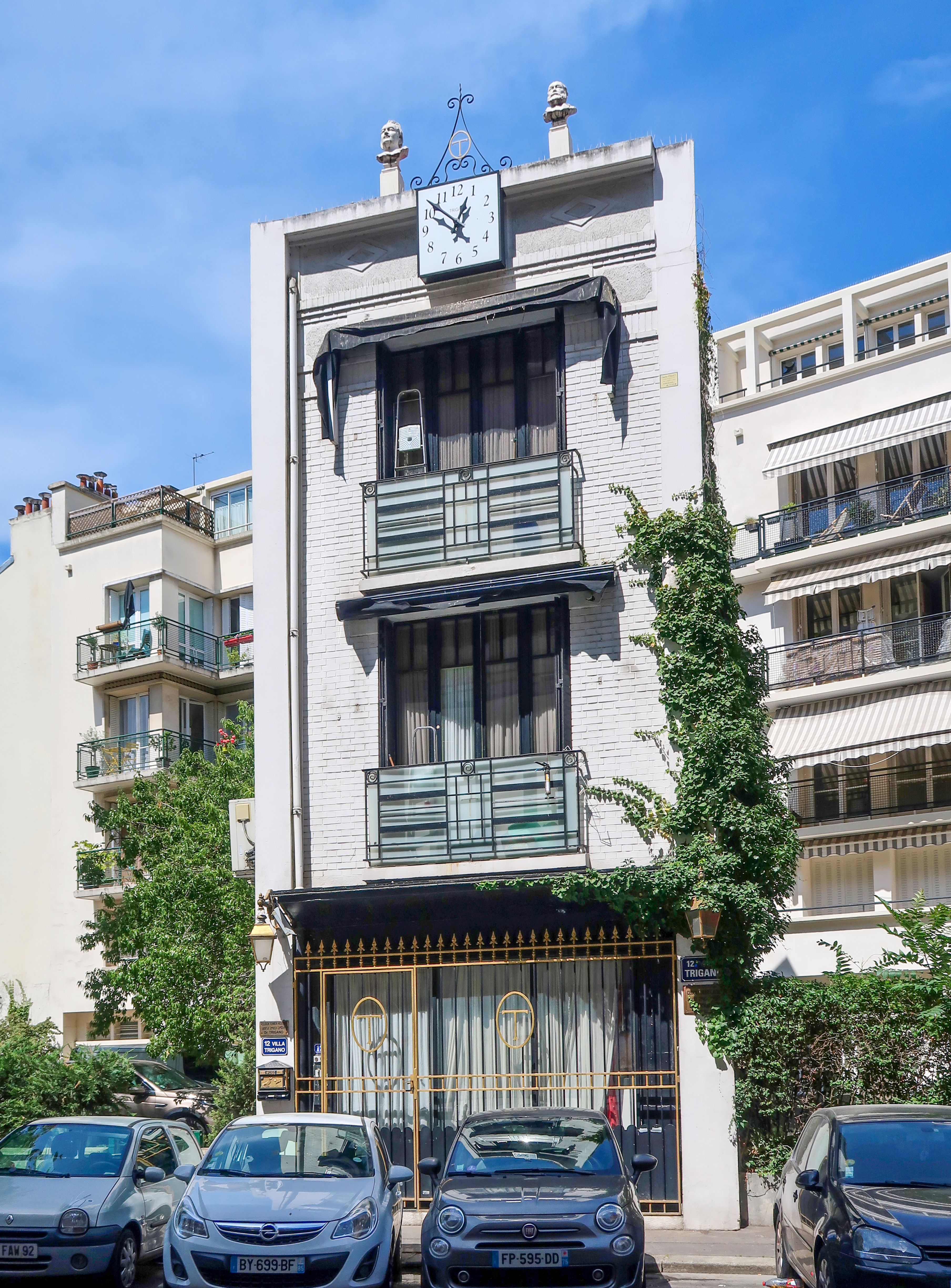
No 12.
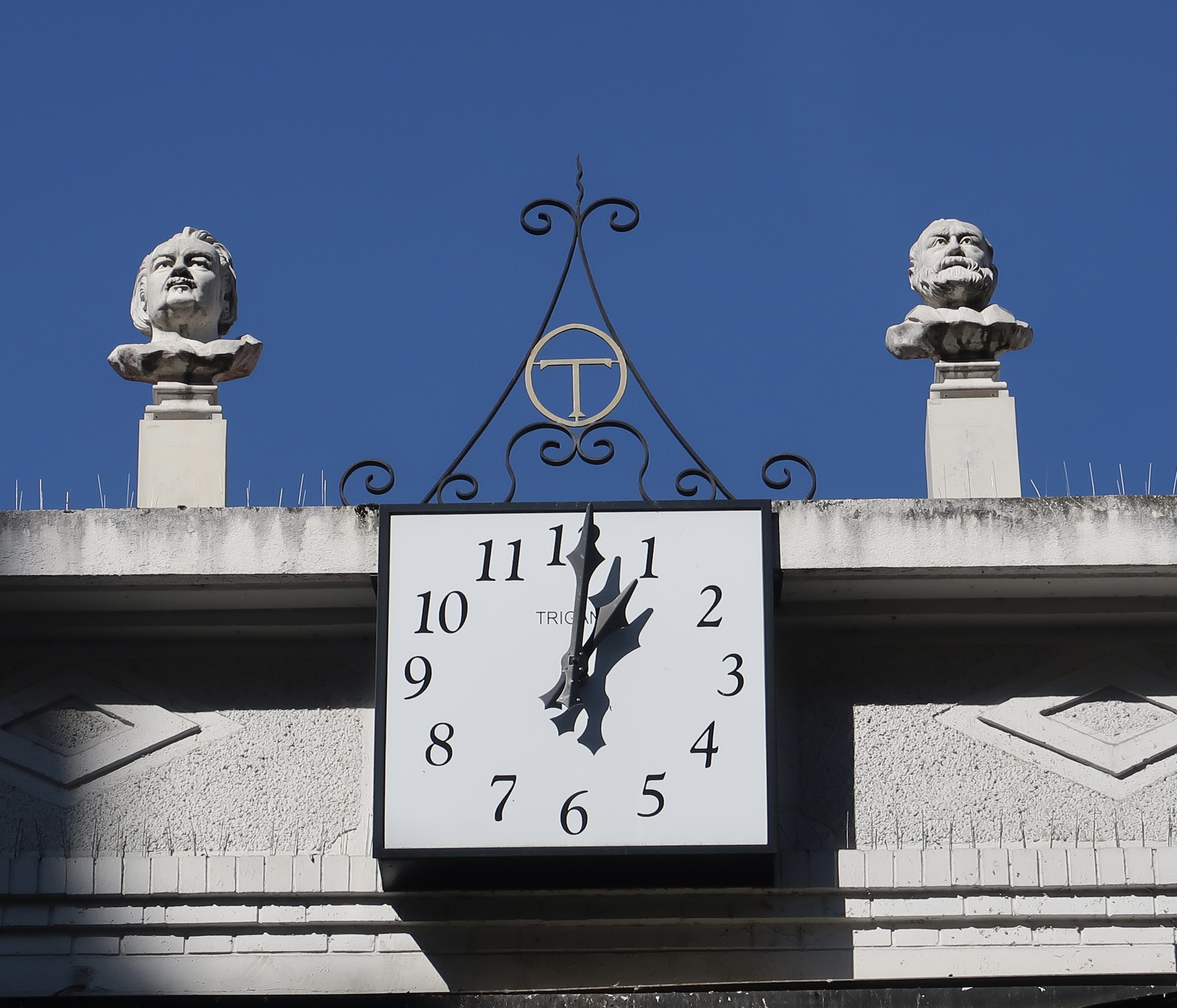
Détails des bustes.

- No 27 : ici se trouvait la villa du Baigneur, également accessible par le 163 boulevard Murat[1].
- No 32 : ancienne ferme témoignant du passé rural de l’ancien village d’Auteuil[3].
- No 39 : villa Dufresne. En 1902 s'y trouve la villa du bourreau Anatole Deibler[1].

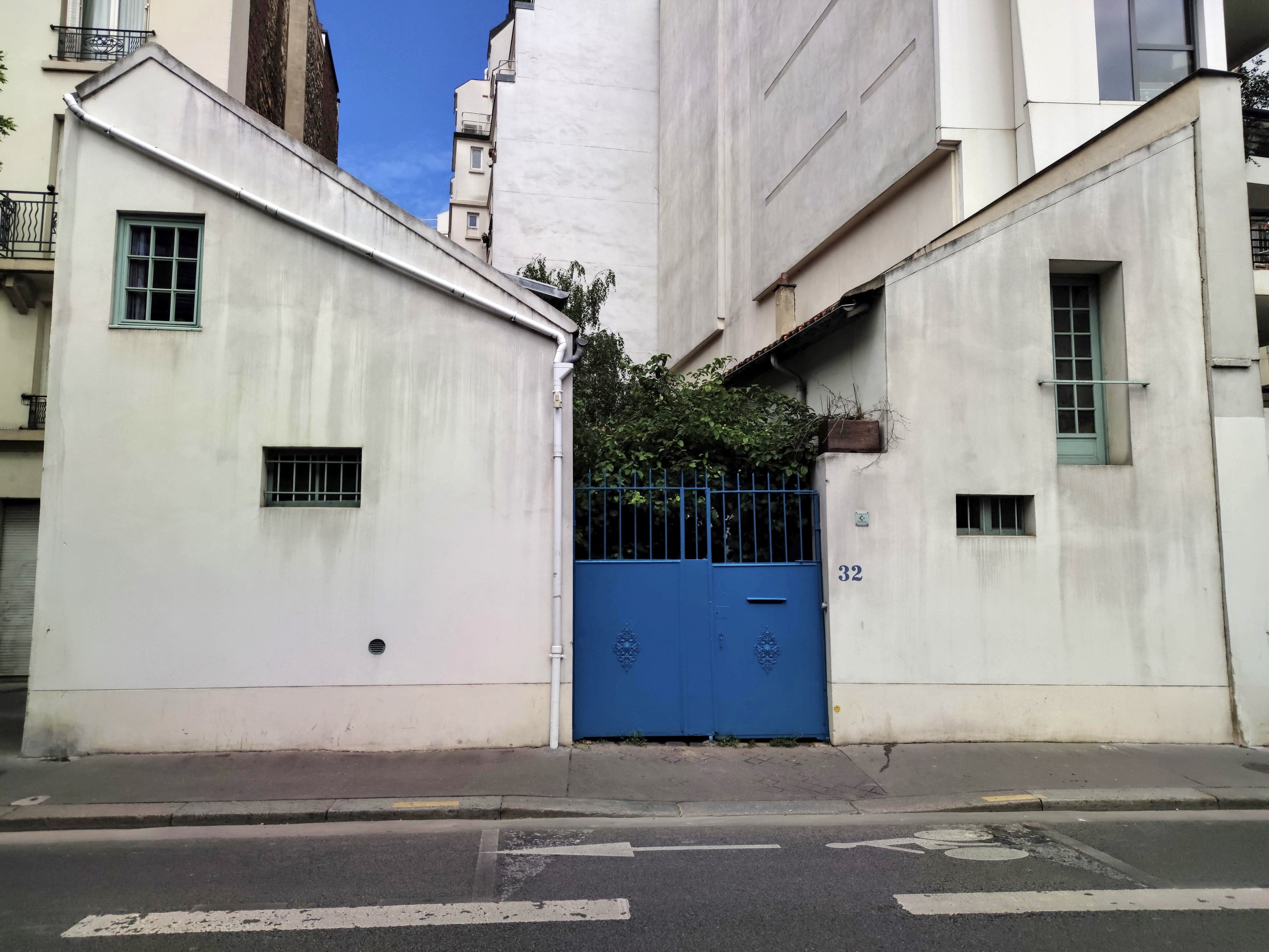
No 32.
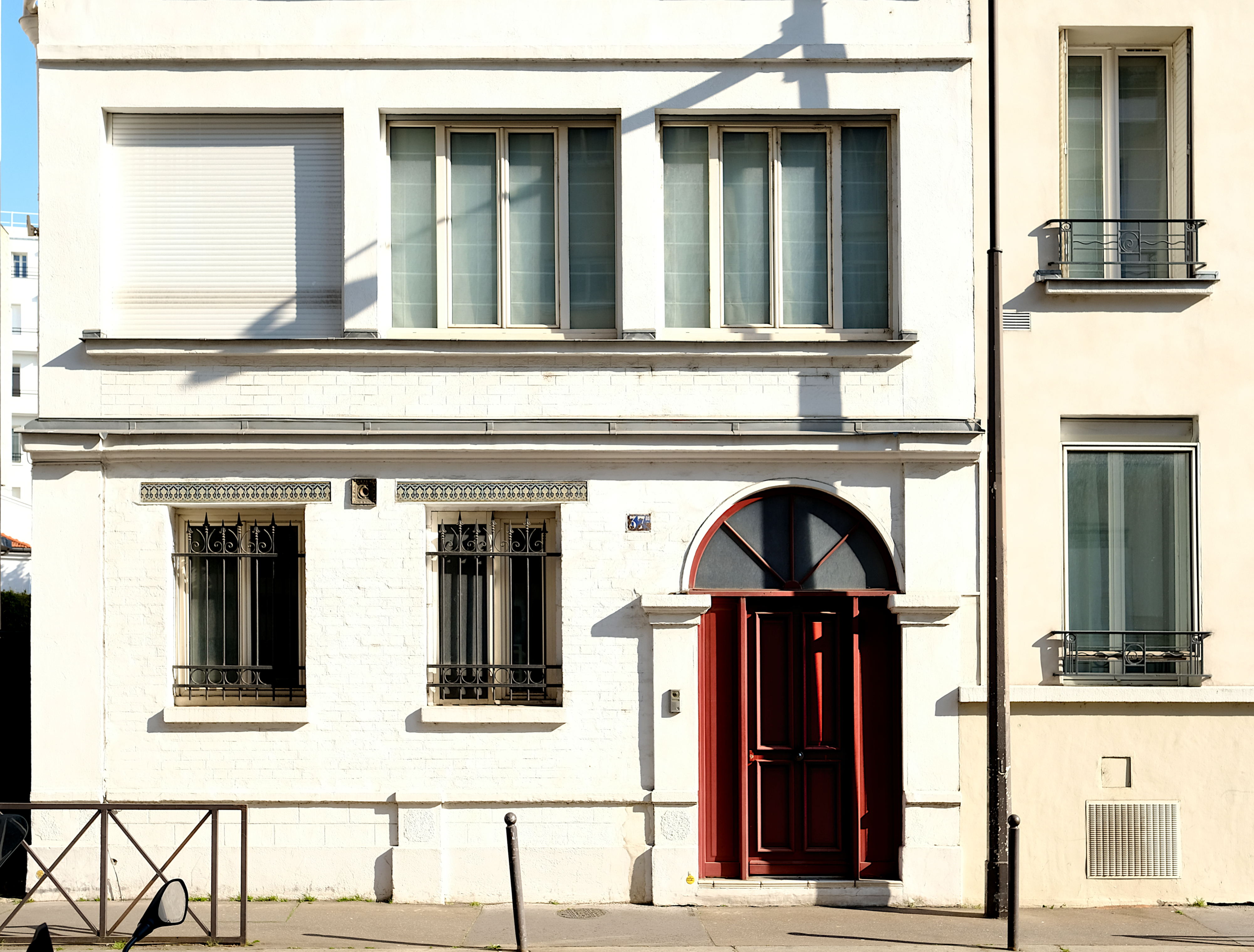
Maison de ville au No 37 bis.
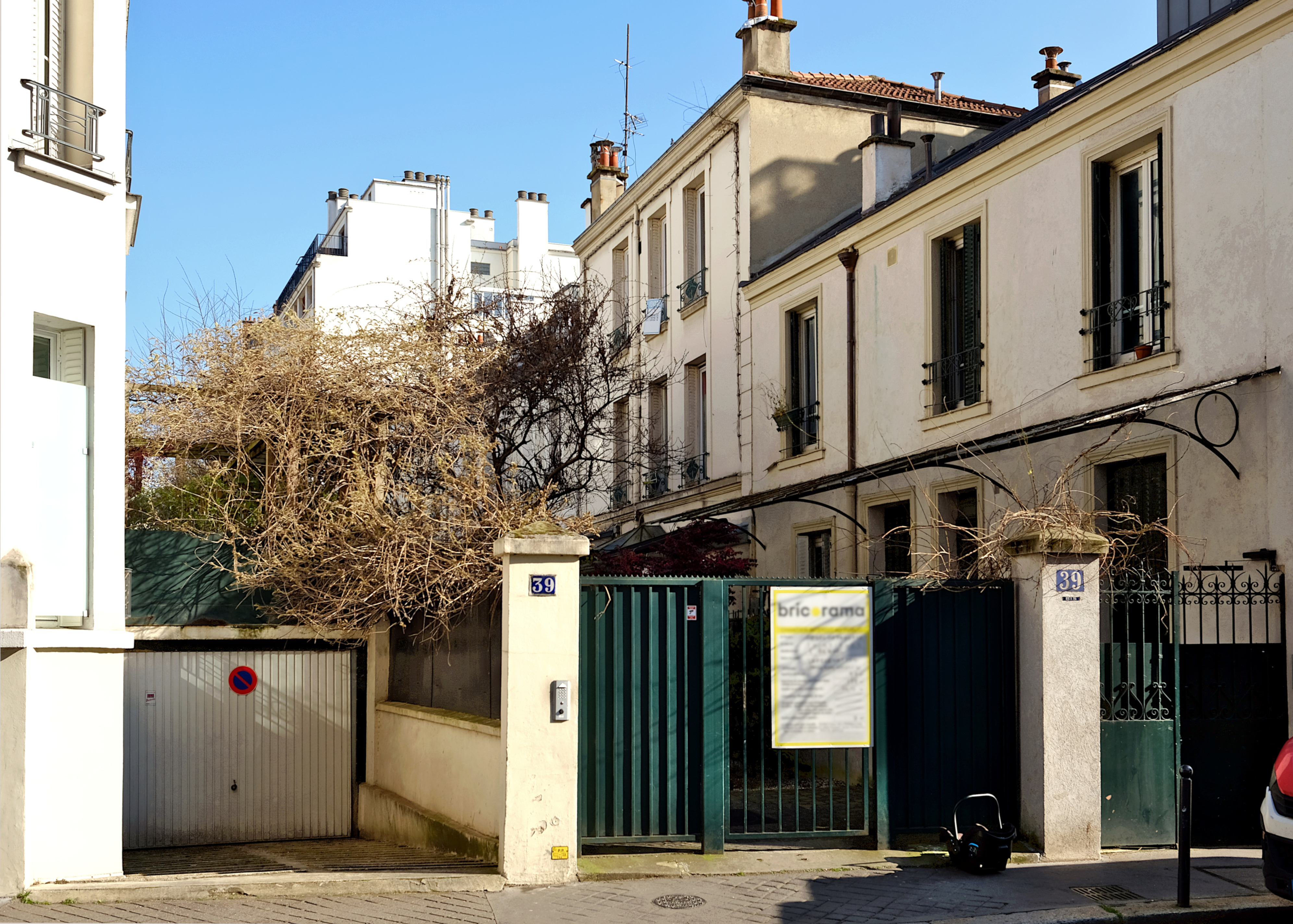
No 39-39 bis

- No 47-47 bis : immeuble de 1909 (architecte Léon Briclot)[4].

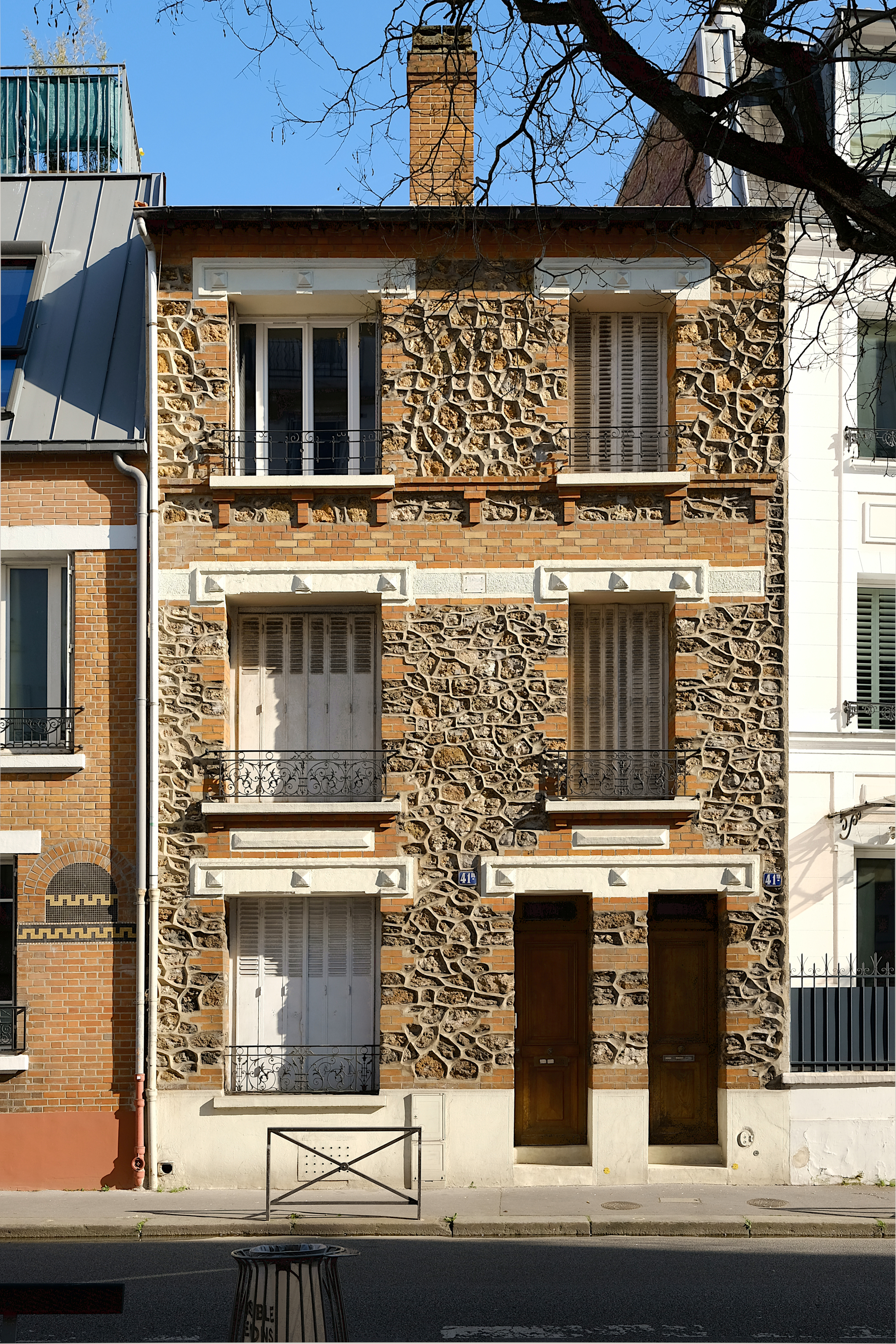
No 41 bis.
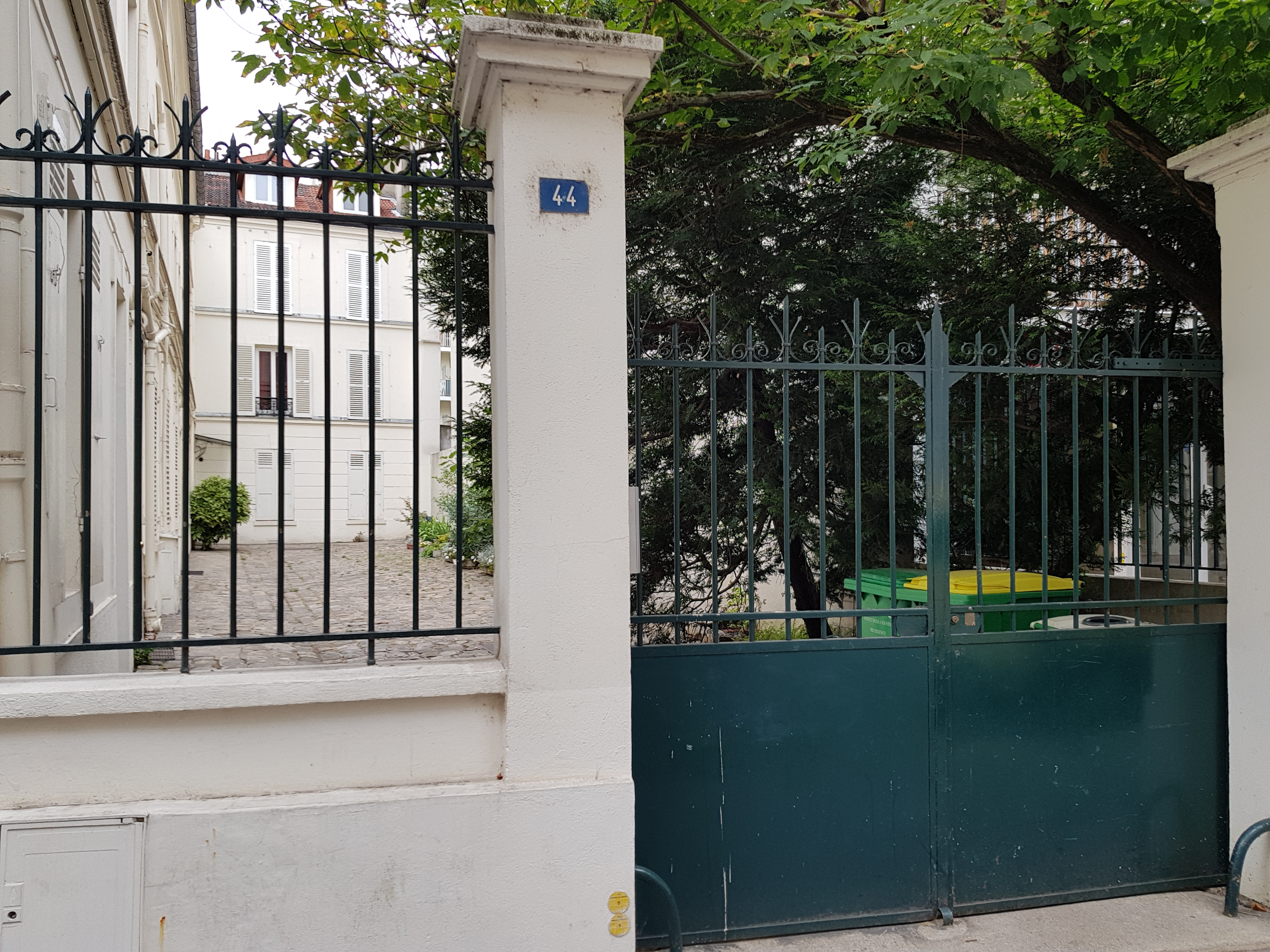
Entrée du no 44.
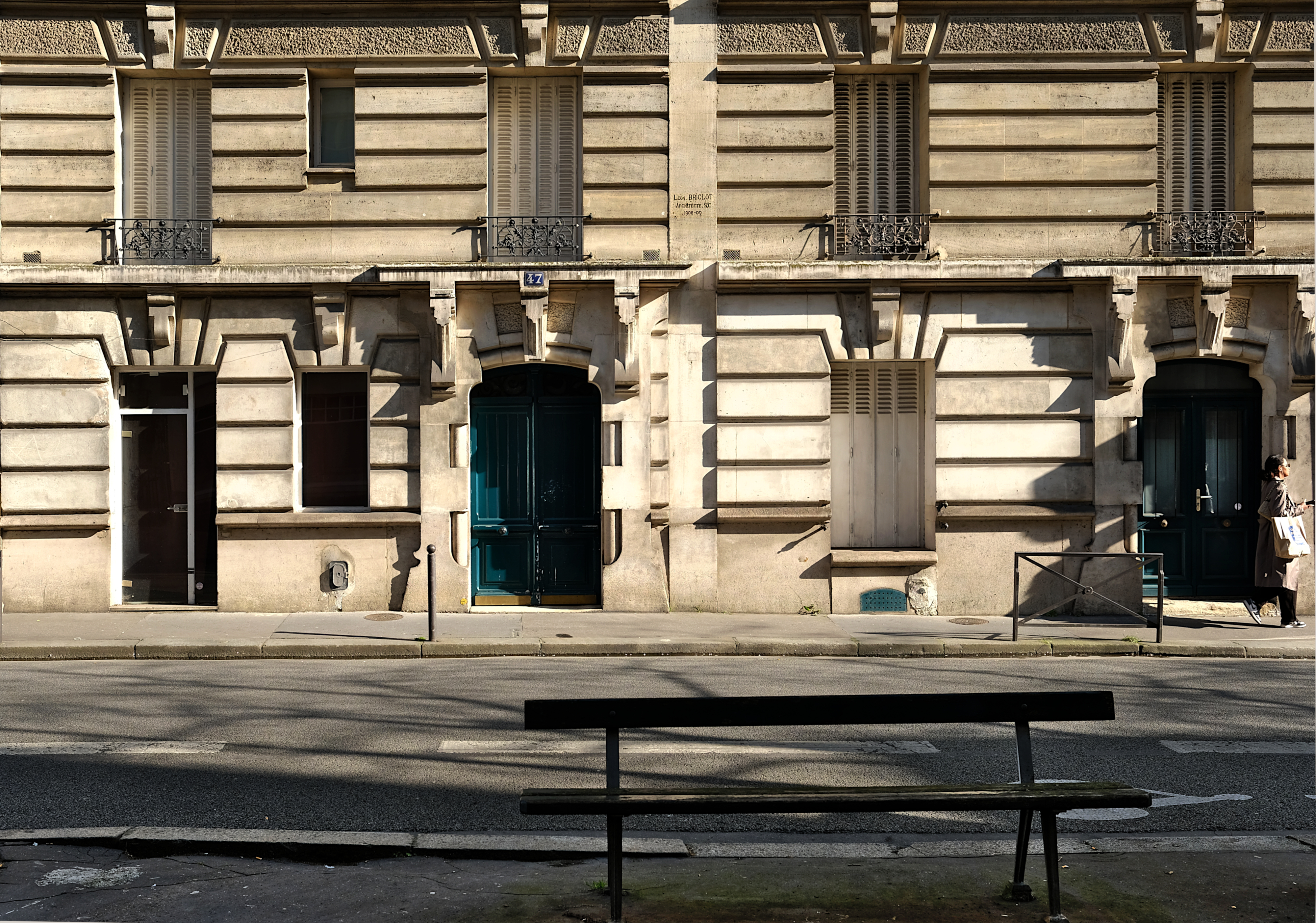
No 47-47 bis.
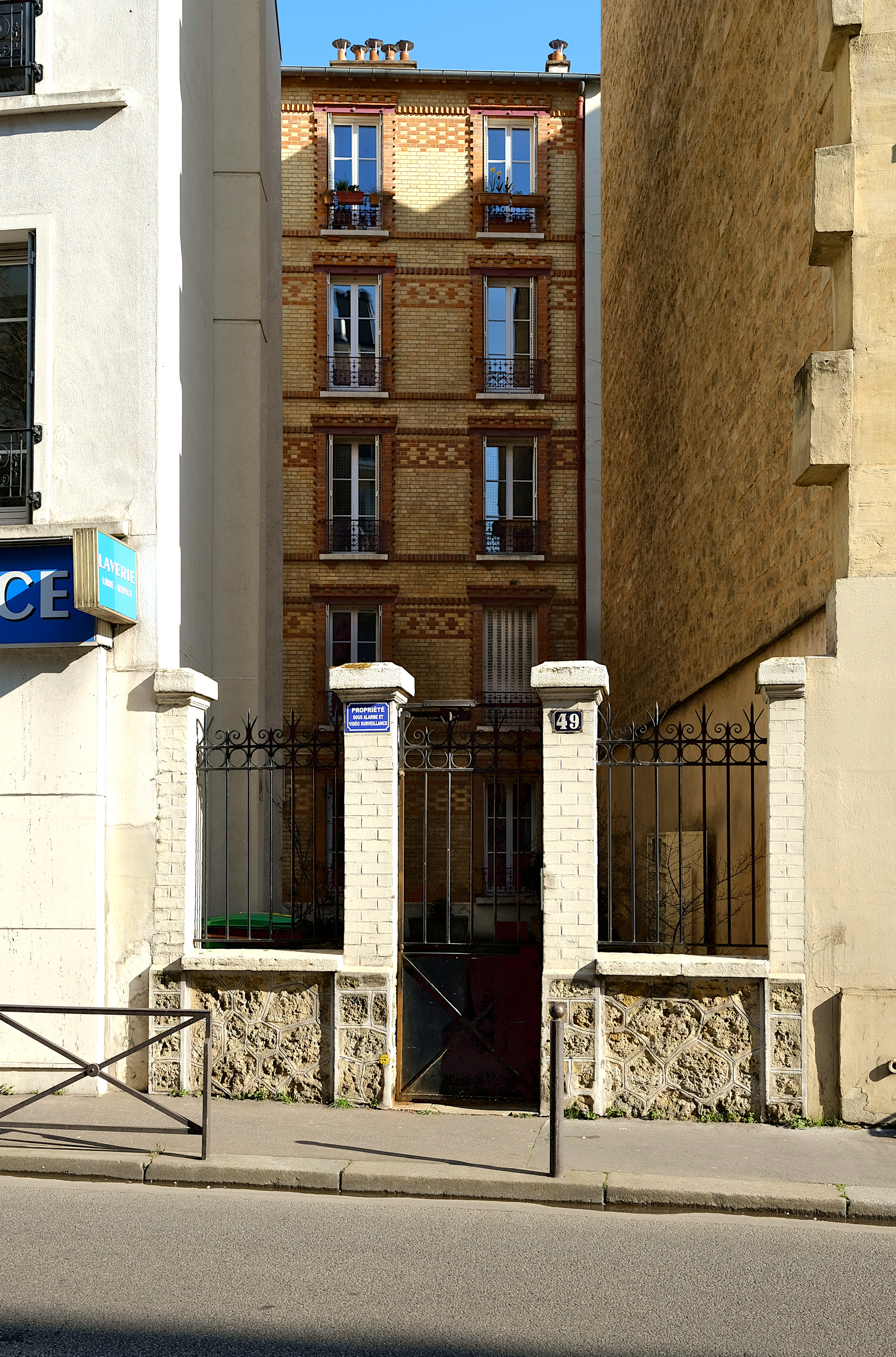
No 49.